# Мандалай-Бэй
Мандалай-Бэй (англ. Mandalay Bay Resort and Casino) — гостиничный развлекательный комплекс в Лас-Вегасе, США, который был открыт 2 марта 1999 года. В комплексе находятся гостиничные номера и казино. Также в комплексе проводились международные спортивные состязания, такие как бои профессионального бокса.
Пятизвёздочная гостиница содержит 3309 номеров (18-я строчка в списке крупнейших гостиниц мира). Площадь казино составляет 12 541 м².
В непосредственной близи от комплекса расположены сходные заведения: Луксор Лас-Вегас и Экскалибур, между ними осуществляется бесплатное скоростное сообщение.
В январе 2020 года был продан компаниям MGM Growth Properties и Blackstone Group. С апреля 2022 года принадлежит компании Vici Properties, купившей MGM Growth Properties.

## Массовое убийство
В ночь на 2 октября 2017 года 64-летний американский миллионер Стивен Пэддок открыл стрельбу из номера на 32-м этаже отеля, где он проживал, по толпе людей, пришедших на кантри-фестиваль Route 91 Harvest на Лас-Вегас-Стрип. В результате погибли 60 человек и более пяти сотен получили ранения.